# 夏澤良
夏澤良（1961年11月—），重慶墊江人，中華人民共和國政治人物，薄熙來黨羽。第三屆中國共產黨重慶市委員會委員，中國共產黨重慶市第三次代表大會代表，第三屆重慶市人大代表。
2006年至2009年擔任重慶市榮昌縣縣委書記。2009年至2012年擔任重慶市南岸區區委書記。2012年被終止重慶市人大代表資格，並被帶走調查。在海伍德死亡案中，夏澤良向薄家人提供殺人用的毒藥。2014年，吉林長春市中級法院裁定夏澤良受賄和非法持有彈藥兩項罪名成立，判囚15年，2018年被法院獲准減刑5個月，刑期至2027年5月。夏澤良在長春鐵北監獄服刑。